# Ravi Ruia
Ravi Ruia, nome completo Ravikant Nand Kishore Ruia (1949), è un imprenditore e ingegnere indiano, miliardario, vicepresidente del gruppo Essar, fondato nel 1969 con il fratello Shashi Ruia (1943-2024).
Secondo Forbes i fratelli Ruia erano nel 2012 gli indiani più ricchi al mondo con un patrimonio netto di 7 miliardi di dollari. Nel 2021 erano sempre miliardari ma con un patrimonio sceso a 2,2 miliardi di dollari.  _Essar Group è un conglomerato multinazionale e leader nei settori dell'acciaio, del petrolio e del gas, delle comunicazioni, delle navi e della logistica portuale.

## Biografia
Nato nell'aprile del 1949, era un ingegnere meccanico di professione, con una laurea presso il College of Engineering, Guindy a Chennai.
Ruia ha svolto un ruolo fondamentale nel guidare il Gruppo Essar verso la sua posizione preminente.  Tra gli industriali che hanno comprato il "rinascimento dell'India", si dice che Ravi Ruia sia uno di loro. Ha iniziato la sua carriera con l'azienda di famiglia e ha lavorato con Shashi Ruia, suo fratello maggiore.
Dopo aver acquisito la raffineria di Stanlow da Shell nel 2011, il Gruppo Essar ha proseguito una strategia di diversificazione internazionale. Nell'aprile 2013 Ravi Ruia è stato insignito del premio Outstanding Contribution to Sustainability agli Asian Awards di Londra.
Nell'anno fiscale 2017-18 i ricavi aggregati delle società in portafoglio sono stati pari a 15 miliardi di dollari. Gli standard internazionali di sicurezza, salute, protezione dell'ambiente e corporate governance sono mantenuti dalle aziende che operano con più di 50 asset in tutto il mondo.  Le attività di Essar nei settori delle telecomunicazioni, del BPO e dell'oil & gas hanno coinvolto più di 30 miliardi di dollari in investimenti diretti esteri monetizzando il proprio portafoglio a major globali, come Vodafone, Rosneft e Trafigura.  
Essar Energy ha completato la transazione per la vendita di Essar Oil a Rosneft e a un consorzio guidato da Trafigura & UCP con una valutazione aziendale di 12,9 miliardi di dollari.  Questa transazione rappresenta il più grande investimento estero mai realizzato dalla Russia, nonché il più grande investimento diretto estero dell'India. Era la dodicesima persona più ricca vivente nel Regno Unito, come nella Rich List del Sunday Times 2011. Ruia ha gestito i piani di globalizzazione di Essar, comprese le nuove iniziative nel sud-est asiatico, in Africa e in Medio Oriente. Nel 2010 ha ricevuto il premio Business India Businessman of the Year. 
Nel dicembre 2011, il Central Bureau of Investigation indiano ha avviato un'indagine riguardante Ruia per la vendita dello spettro 2G dell'India, che è stata negata dal gruppo Essar. Dopo un lungo processo legale, nel dicembre 2017, i tribunali indiani hanno assolto Ruia da qualsiasi irregolarità nel caso, ritenendo che l'accusa avesse "miseramente fallito nel provare alcuna accusa contro nessuno degli imputati". 
Nell'estate del 2023, Ravi Ruia ha acquistato la famosa villa londinese Hanover Lodge dall'uomo d'affari russo Andrey Goncharenko per 113 milioni di sterline.

## Vita privata
È sposato con Madhu, con la quale ha due figli e vive a Mumbai 